# Malchas Amojan
Malchas Bimbaszi Amojan (orm. Մալխաս Բիմբաշի Ամոյան; ur. 22 stycznia 1999) – ormiański zapaśnik walczący w stylu klasycznym. Brązowy medalista olimpijski z Paryża 2024 w kategorii 77 kg. Triumfator mistrzostw świata w 2021; trzeci w 2022 i 2023. 
Złoty medalista mistrzostw Europy w 2022, 2023, 2024 i 2025; srebrny w 2021. Drugi w indywidualnym Pucharze Świata w 2020 roku. 
Mistrz świata U-23 w 2022 i Europy w 2021. Mistrz świata juniorów w 2018; drugi w 2017. Mistrz Europy juniorów w 2019 i trzeci w 2017 i 2018. Trzeci na MŚ kadetów w 2015 i 2016 i mistrz Europy w 2016 roku.